# Pseudopallene malleolata
Pseudopallene malleolata is een zeespin uit de familie Callipallenidae. De soort behoort tot het geslacht Pseudopallene. Pseudopallene malleolata werd in 1879 voor het eerst wetenschappelijk beschreven door Sars. 